# Multichanneling
Binnen de logistiek wordt onder een distributiekanaal elke wijze verstaan waarlangs leveranciers en afnemers kunnen worden geleverd en via welke leveranciers en afnemers met elkaar kunnen communiceren. Voorbeelden zijn: een supermarkt, een bezoek aan huis van een adviseur, een telefoongesprek, een brief, een e-mail, een SMS-bericht, surfen op het web, chatten etc.
Vroeger maakten bedrijven vooral gebruik van een enkel distributiekanaal; de kruidenier had een winkel en de colporteur kwam aan de deur. Met de opkomst van het call center en het internet zijn bedrijven steeds meer distributiekanalen naast elkaar gaan gebruiken en gingen daarmee van één distributiekanaal (monochannel) naar meer kanalen (multichannel-distributie).
Multichanneling is een vorm van distributie waarmee verschillende kanalen naast elkaar worden ingezet en daarbij min of meer los van elkaar opereren. Bij Multichanneling wordt wel gebruikgemaakt van meer distributiekanalen, maar wordt de klant geacht het gehele koopproces binnen één kanaal te doorlopen; de samenwerking tussen de kanalen is nauwelijks ontwikkeld.
Een logisch vervolg op Multichanneling is Cross channeling. Een klant kan immers bij hetzelfde bedrijf een winkel bezoeken, het call center bellen of surfen naar de website van dat bedrijf en verwacht vervolgens dat die distributiekanalen gegevens uitwisselen en met elkaar samenwerken.